# Zuurstoffles

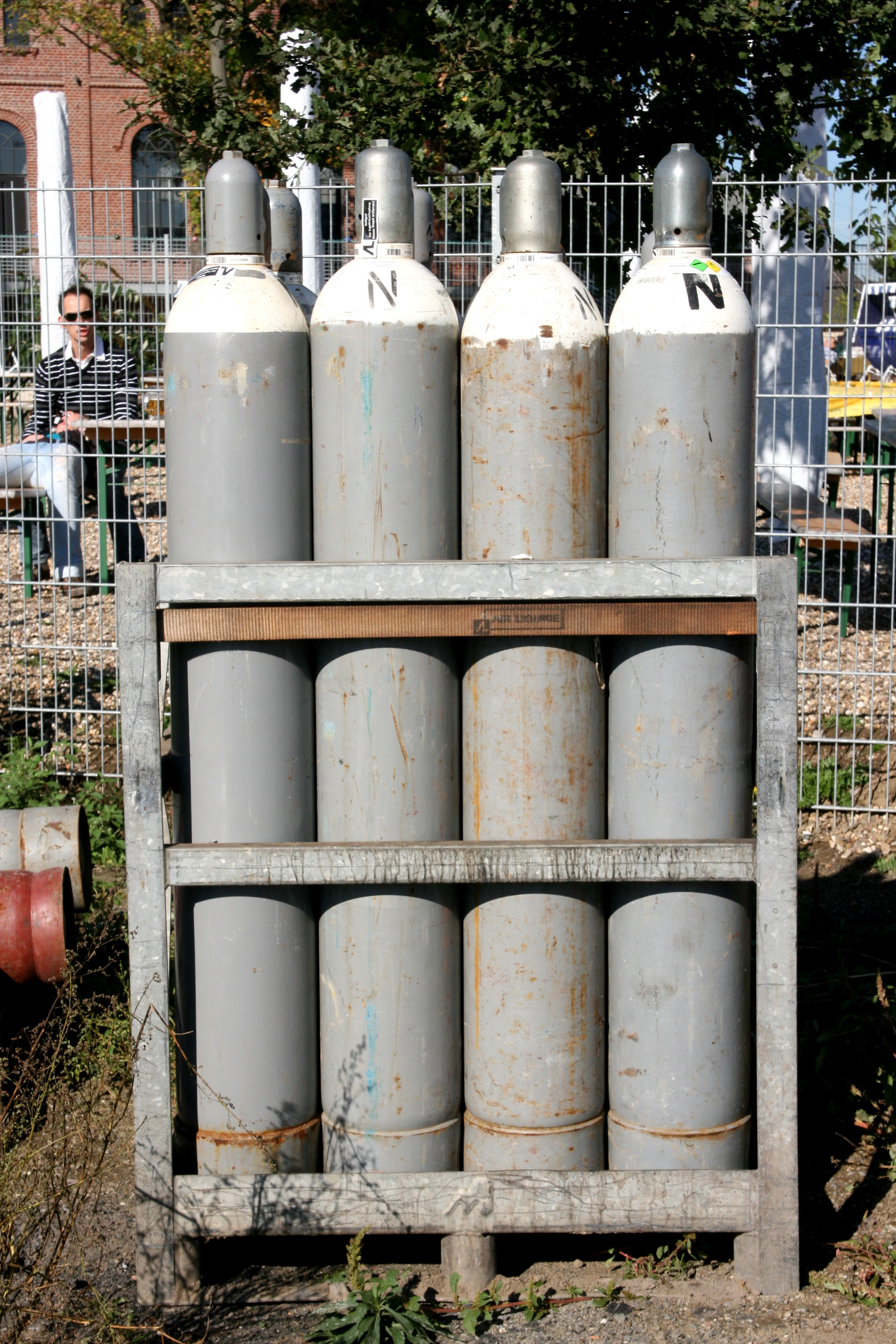
Zuurstofflessen

Een zuurstoffles is een stevige fles van staal, aluminium of carbon, waarin zuurstof is opgeslagen.